# Hydrobates pelagicus
L'uccello delle tempeste europeo (Hydrobates pelagicus Linnaeus, 1758) è un uccello della famiglia Hydrobatidae. È l'unica specie del genere Hydrobates.

## Descrizione
È il più piccolo uccello marino europeo, con 15 cm di lunghezza. Il colore è scuro, tendente al nerastro, con coda di forma leggermente quadrata e groppone bianco. Sulle ali sono presenti delle barre ed una macchia bianca. I due sessi sono uguali.

## Biologia
Segue talvolta le navi volando rasente sull'acqua, con un volo sorprendentemente potente per un uccello di dimensioni così piccole; si incontra in mare aperto, sia di notte che di giorno; strettamente notturno sul luogo di nidificazione. Nidifica in colonie situate in zone inaccessibili ai ratti.

### Alimentazione
Si nutre di piccoli animali marini, plancton e pesci che cattura tra le onde.

### Riproduzione

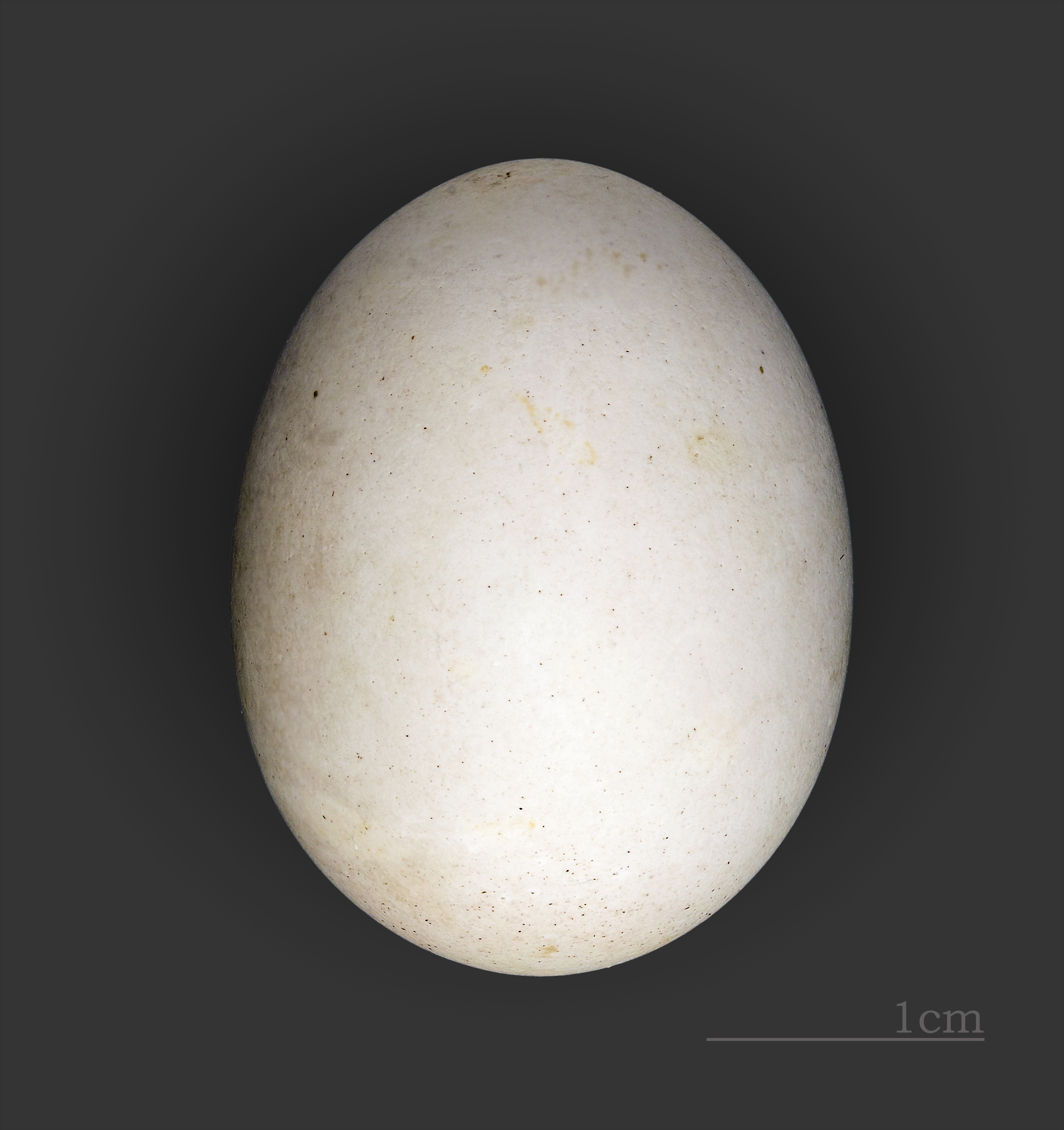
L'uovo di Hydrobates pelagicus

Il periodo di nidificazione dipende dalle latitudini; in Italia nidifica da marzo ad ottobre.

## Distribuzione e habitat
L'Uccello delle tempeste è visibile in Europa, Asia, ed Africa, nei pressi delle coste e sulle isole rocciose, dove nidifica. Vive e si nutre in mare aperto. In tutto il Mediterraneo è presente solo la sottospecie melitensis, di dimensioni leggermente maggiori di quella atlantica.

## Sistematica
Ne esistono 2 sottospecie:
- Hydrobates pelagicus pelagicus
- Hydrobates pelagicus melitensis